# Morti nel 1249
| Questa pagina contiene informazioni ricavate automaticamente dalle voci biografiche con l'ausilio del template Bio e di un bot. L'aggiornamento è periodico e automatico e ricostruisce completamente la pagina. Se manca una persona in questa lista, sei pregato di non aggiungerla, ma accertati piuttosto che la sua voce biografica contenga il template Bio e che i dati anagrafici siano correttamente compilati. Se il template Bio manca, inseriscilo tu stesso o, in alternativa, metti l'avviso {{tmp\|Bio}} che ne segnala la mancanza. Se i dati riportati sono sbagliati, correggi direttamente la voce biografica; le modifiche saranno visibili in questa lista entro pochi giorni. Per chiarimenti vedi il progetto biografie. La lista contiene solo le 25 persone che sono citate nell'enciclopedia e per le quali è stato implementato correttamente il template Bio. Pagina aggiornata al 13 gen 2025. |

- 15 gennaio - Arcimbaldo IX di Borbone, nobile
- 18 gennaio - Ludovico di Ravensberg, nobile tedesco
- 28 febbraio - Principe Dōjonyūdō, poeta giapponese (n. 1196)
- 9 marzo - Sigfrido III di Eppstein, arcivescovo cattolico tedesco
- 27 marzo - Ottone III d'Olanda, vescovo cattolico tedesco
- 10 aprile - Odemaro Buzio, vescovo cattolico italiano
- 16 aprile - Contardo d'Este, cavaliere medievale italiano (n. 1216)
- 26 maggio - Riccardo di Teate
- 5 giugno - Ugo X di Lusignano, conte
- 28 giugno - Adolfo I, conte di Mark, nobile tedesco
- 1º luglio - Ferdinando d'Aragona, principe (n. 1190)
- 6 luglio - Alessandro II di Scozia, re scozzese (n. 1198)
- 15 luglio - Heinrich von Hohenlohe, nobile tedesco
- 19 luglio - Jacopo Tiepolo, mercante, politico e diplomatico italiano
- 27 settembre - Raimondo VII di Tolosa, conte (n. 1197)
- 9 ottobre - Pierre Charlot, vescovo cattolico francese
- 16 ottobre - Giovanni Bono, religioso italiano (n. 1168)
- 22 novembre - Al-Salih Ayyub, sultano curdo (n. 1205)
- Abu Zakariyya Yahya, sultano (n. 1203)
- Bonacolso dei Bonacolsi, religioso italiano
- Michail di Vladimir, nobile russo (n. 1229)
- Pier della Vigna, politico, funzionario e letterato italiano
- Song Ci, medico, magistrato e scienziato cinese (n. 1186)
- Guglielmo d'Alvernia, teologo francese (n. 1180)
- Stefania di Barbaron, nobile armena